# Амбросіо Мартінес Бустос

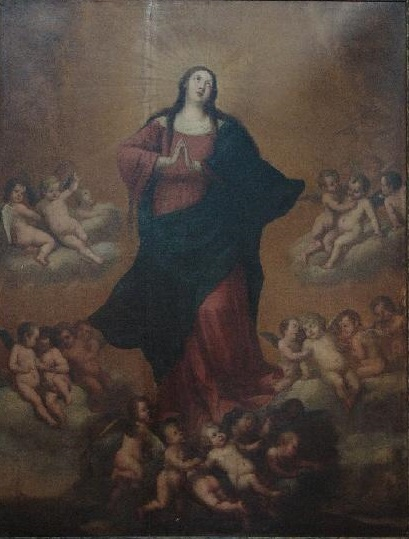
Непорочна, полотно, олія, 235,5 x 183 см, Ґранада, Музей мистецтв Ґранади

Амбросіо Мартінес Бустос (ісп. Ambrosio Martínez Bustos; 1614, Ґранада — 1672) — іспанський художник стилю бароко, що працював у Ґранаді.
Уродженець та мешканець Ґранади, за словами Антоніо Паломіно, Мартінес Бустос був «художником великих можливостей школи Расіонеро Алонсо Кано», який до того ж думав, що художник помер «молодим» у 1674 у тому ж місті, хоча насправді він вже був сформованим художником коли в 1652 Кано повернувся у рідне місто з рішучим намір залишитися в ньому. Сеан Бермудес, не маючи більше свідчень про Бустоса ніж Паломіно, мав ще гірше уявлення про його картини, і також вважав Бустоса послідовником стилю Кано, але з зайвою манірністю та без точності стилю вчителя.
Народився Бустос в багатій родині, за свідченнями весільного свідка Мартінеса Бустоса датованого 8 лютого 1635, як художник сформувався в іколі Мігеля Хероніма де Сьєсо. Школа де Сьєси була однією з найактивніших та найпрестижніших в Ґранаді, її учні, і Мартінес у тому числі, до приходу Кано, були під впливом добре відомої фламандського живопису, до якого відноситься картини Бустоса «Непорочні» (Музей мистецтв Ґранади), сухого, навіть жорсткого виконання. Улюбленою темою художника було Непорочне зачаття, художні втілення якого зберігаються в церкві святого Андреса, Сан Сесіліо та Святої Схоластики, Музеї мистецтв, Будинку зброї та інших; ця ж тема було головною в його віршах, як зазначає Паломіно. Бустос співпрацював з Педро Атанасіо Боканеґро та школою Сьєси створюючи ефемерні декорації для Свята Тіла і Крові Христових.